# Geffroyita
La geffroyita és un mineral de la classe dels sulfurs que pertany al grup de la pentlandita. Rep el seu nom de Jacques Geffroy (1918-1993), metal·lúrgic francès de la "Comissió de l'Energia Atòmica de França".

## Característiques
La geffroyita és un sulfur de fórmula química (Cu,Fe,Ag)9(Se,S)₈. Cristal·litza en el sistema isomètric. Es troba normalment en intercreixements micro-myrmekitics, d'aproximadament 0,7 mil·límetres, amb clausthalita i eskebornita. Es creu que podria pertànyer al grup de la pentlandita. La seva duresa a l'escala de Mohs és 2,5.
Segons la classificació de Nickel-Strunz, la geffroyita pertany a «02.B - Sulfurs metàl·lics, M:S > 1:1 (principalment 2:1), amb Ni» juntament amb els següents minerals: horomanita, samaniïta, heazlewoodita, oregonita, vozhminita, arsenohauchecornita, bismutohauchecornita, hauchecornita, tel·lurohauchecornita, tučekita, argentopentlandita, cobaltopentlandita, godlevskita, kharaelakhita, manganoshadlunita, pentlandita, shadlunita i sugakiïta.

## Formació i jaciments
Es troba en filons de darrera etapa que tallen amb el granit. Sol trobar-se associada a altres minerals com: eskebornita, clausthalita, chameanita i ankerita. Va ser descoberta l'any 1982 al dipòsit d'urani de Chaméane, a Sauxillanges (Puy-de-Dôme, França).